# Herguijuela
Herguijuela – gmina w Hiszpanii, w prowincji Cáceres, w Estramadurze, o powierzchni 41,97 km². W 2011 roku gmina liczyła 362 mieszkańców.